# Канадска радиодифузна корпорација
Канадска радиодифузна корпорација (енгл. Canadian Broadcasting Corporation (CBC)) канадска је крунска корпорација односно национална јавна радио и телевизијска мрежа. Њен службени назив на француском је la Société Radio-Canada (у преводу Друштво Радио-Канада), односно Radio-Canada и SRC). Матични корпоративни бренд је CBC/Radio-Canada.
Си-Би-Си представља најстарију радиодифузну мрежу у Канади, која је у постојећем облику успостављена 2. новембра 1936. Радио-странице у оквиру мреже су CBC Radio One, CBC Radio 2, CBC Radio 3, Première Chaîne, Espace musique и међународна радио-станица Radio Canada International. Телевизијске станице укључују CBC Television, Télévision de Radio-Canada, CBC Newsworld, le Réseau de l'information, АРТВ (делимично власништво), канал који емитује документарне емисије на француском језику и ТВ Болд који емитује документарне емисије везане за природу на енглеском језику. CBC емитује и програме за канадски Арктик под називима CBC North и Radio Nord Québec који опслужују Прве Народе и Инуите у том региону. CBC учествује са сателитском радио компанијом Сириус Канада (у односу 60:40) у дигиталном аудио сервису под називом Галакси који ради на оба службена језика, преко које се емитују два додатна радио програма CBC Radio 3 и Bande à part.
CBC/Radio-Canada нуди програме на енглеском, француском и осам домородачких језика на својим домаћим програмима. Главни програми информативних редакција су ''The National'' (Националне вести) за енглеску и ''Le Téléjournal'' (Дневник) за француску редакцију.
Финансијска структура и природа CBC га стављају у исту категорију као и друге јавне радиодифузне сервисе попут британски Би-Би-Си. Си-Би-Си се, међутим, поред средстава од савезне владе финансира и рекламама.